# Cha cha cha (chanson)
Pour les articles homonymes, voir Cha Cha Cha (homonymie).
Chansons représentant la Finlande au Concours Eurovision de la chanson
Jezebel
(2022) No Rules
(2024)

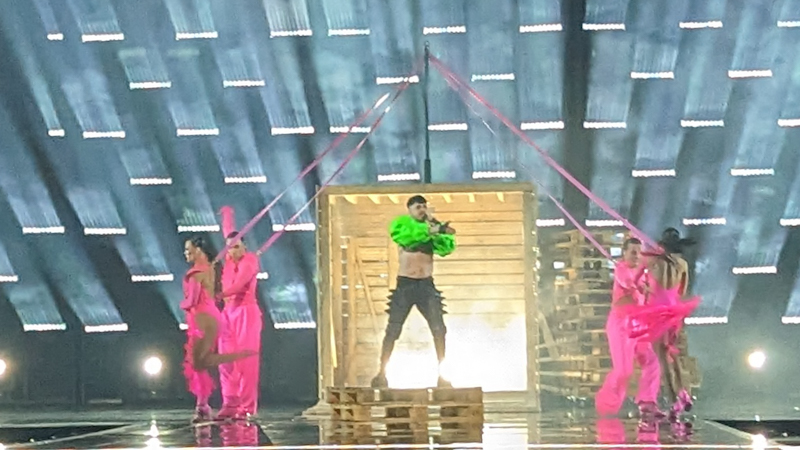
Performance de Cha Cha Cha à l'Eurovision 2023

Cha cha cha est une chanson de Käärijä qui représente la Finlande au Concours Eurovision de la chanson 2023. Elle sort le 17 janvier 2023, dans le cadre de sa participation à l'Uuden Musiikin Kilpailu.
Arrivée à la première place de la première demi-finale avec 177 points, la chanson termine à la deuxième place à l'issue de la finale avec 538 points, après avoir remporté la première place des votes du public,.
Cette chanson est entièrement interprétée en finnois, ce qui en fait la première chanson de l'Eurovision dans cette langue depuis Aina mun pitää en 2015.
D'une durée de 2 minutes et 55 secondes, cette chanson raconte les sentiments du narrateur lors d'une soirée. Au début, il arrive dans un bar, avec l'intention de «se vider la tête et libérer son esprit de la peur». Finalement, quelques piña coladas plus tard, il se dirige vers la piste de danse, effectivement libéré de sa peur, déclarant: «Ce monde ne me fait plus peur».

## Concours Eurovision de la chanson

### UMK2023
La chanson est annoncée le jour de sa sortie comme étant l'une des sept candidatures à la douzième édition de l'Uuden Musiikin Kilpailu, la sélection nationale finlandaise pour l'Eurovision.

Lors de la diffusion de l'émission, dans la soirée du samedi 25 février 2023, Cha cha cha est la troisième chanson à être présentée. Elle reçoit, à l'issue des votes du jury international, un total de 72 points, ce qui la positionne en tête. Le télévote lui attribue par la suite un score record de 467 points, ce qui correspond à presque 53% des suffrages. Käärijä ressort donc vainqueur de la sélection, avec une marge de 387 points sur les candidats arrivés deuxièmes.

### À l'Eurovision
Cha cha cha participe à la première demi-finale, le mardi 9 mai 2023 et est la 15e et dernière chanson à être présentée. Käärijä fait partie des dix finalistes, parvenant même à remporter la demi-finale avec un score de 177 points,. La chanson est donc présentée lors de la finale du samedi 13 mai, où elle est la 13e des vingt-six finalistes à être présentée.

À l'issue des votes du jury, la chanson se classe dans un premier temps quatrième, avec un total de 150 points, dont les 12 points des jurys norvégien et suédois. Le télévote la classe quant à lui à la première place, avec 376 points.

Le score final obtenu par Cha cha cha est donc de 526 points, ce qui le place deuxième du classement général, derrière la candidate suédoise Loreen et sa chanson Tattoo et devant la candidate israélienne Noa Kirel et sa chanson Unicorn.

Il s'agit du meilleur résultat de la Finlande au Concours depuis 2006, où le groupe Lordi remporte la victoire avec leur chanson Hard Rock Hallelujah.

## Reprise
Cha cha cha a été reprise par le groupe allemand Lord of the Lost, représentants allemands à l'Eurovision 2023.